# فال‌آوت ۲
فال‌آوت ۲ (به انگلیسی: Fallout 2) یک بازی ویدئویی جهان باز به سبک نقش‌آفرینی است که توسط شرکت بلک آیل استادیوز توسعه یافته و به‌وسیلهٔ اینترپلی انترتینمنت در اکتبر ۱۹۹۸ برای سیستم‌عامل‌های مایکروسافت ویندوز و مک‌اواس ایکس منتشر شده‌است. این دومین قسمت اصلی در مجموعه بازی‌های فال‌آوت به‌شمار می‌رود. داستان این بازی در سال ۲۲۴۱، ۸۰ سال بعد از اتفاقات فال‌آوت، شکل می‌گیرد. دنبالهٔ این بازی تحت نام فال‌آوت ۳ توسط بتزدا گیم استودیوز در اکتبر ۲۰۰۸ عرضه شده‌است.

## بازتاب
| گردآورنده | امتیاز |
| --------- | ------ |
| متاکریتیک | ۸۶/۱۰۰ |

| ناشر     | امتیاز |
| -------- | ------ |
| گیم‌پرو   | ۵/۵    |
| گیم‌اسپات | ۸٫۸/۱۰ |
| آی‌جی‌ان   | ۸٫۹/۱۰ |